# レモンガス
レモンガス株式会社は、首都圏と静岡県を中心にLPガスの小売、卸売、またLPガス機器販売を行う企業。

## 概要
1942年（昭和17年）に、蒲田煉炭有限会社として創業（1973年にカマタ株式会社となる）。「レモンガス」の商標で、LPガスの小売、卸売などをおこなっている。現在の法人は、グループ内での再編により、カマタ株式会社（現・アクアクララレモンガスホールディングス株式会社）からLP事業を承継した子会社のシンカナ株式会社（1957年に新神奈川石油瓦斯株式会社として設立され、1989年に商号変更。）がレモンガス株式会社に商号（社名）変更したものである。
社名の由来は、Lpgas、Energy、Media、Open、Networkの頭文字を並べたものであり、果物のレモンとは関係ない。ただし、ロゴマークには果物のレモンが使われている。
独自にLPガス24時間集中監視システムを構築している。
事業所は東京都、埼玉県、神奈川県、静岡県に支店等がある。九州で「レモンガス」の商標を用いているカマタ株式会社（福岡市）と系列会社（レモンガスふくおか・レモンガスおおいた・レモンガスくまもと・レモンガスかごしま）は同根であるが、直接の資本関係はない。

## CM
CMは関東・静岡・九州地区で放送している。

### 出演者
- 井上碧『ガスを選ぶなら・24時間〜お得』シリーズ（1999年 - ）

野球拳のリズムにのせ、ボンベの着ぐるみを着た男と軽快に踊る内容であった。
- 小島あやめ『DJキッズ＆レモンガスマン母ちゃん』篇、『かあちゃんはLサイズ』篇（2005年 - ）

「ラップ娘」こと小島による特徴的なリズムと歌詞のラップが人気を博した。
2023年9月より放送が開始されたサントリーフーズの飲料「伊右衛門」シリーズの商品「伊右衛門 京都レモネード」のウェブCMに小島あやめが出演。上記CM「かあちゃんはLサイズ」編をオマージュしたCM『復活再登場』篇が公開された。

## 提供番組
全て過去。カマタ時代である。
- 渡辺篤史の建もの探訪（テレビ朝日・静岡朝日テレビ）※現在も継続中。
- 森田一義アワー 笑っていいとも!（テレビ西日本）1999年ごろ。
- 土曜スペシャル(テレビ東京)1999年?〜2006年?、現在[いつ?]も継続中。
- 静岡◯ごとワイド!（静岡第一テレビ）現在[いつ?]も継続中。